# Czym jest życie? Fizyczne aspekty żywej komórki
Czym jest życie? Fizyczne aspekty żywej komórki. Umysł i materia. Szkice autobiograficzne – książka popularnonaukowa Erwina Schrödingera, współtwórcy mechaniki kwantowej (zob. równanie Schrödingera), która była inspiracją dla wielu naukowców – przyszłych twórców biologii molekularnej i teorii dziedziczenia. Książka, napisana „z tęsknoty za spójną wiedzą o świecie”, zawiera:
- esej Czym jest życie? z analizą stanu wiedzy na ten temat w połowie XX wieku, zgromadzonej w różnych dziedzinach nauki
- rozprawę Umysł i materia na temat świadomości (umysł w świetle fizyki i biologii)
- wspomnienia autora o jego życiu i pracy

## Informacje bibliograficzne
Erwin Schrödinger, laureat Nagrody Nobla w dziedzinie fizyki w roku 1933, wygłosił w lutym 1943 roku serię wykładów w Trinity College w Dublinie. Ich tekst ukazał się nakładem Cambridge University Press w roku 1944 (ISBN 0-521-42708-8) jako esej pod tytułem What is life? (Czym jest życie?), zadedykowany: Pamięci moich rodziców. W roku 1967 praca została wydana ponownie – wraz z drugą rozprawą Schrödingera – jako: What is life? The Physical Aspect of the Living Cell with Mind and Mater, a do wydania z roku 1992 dołączono Autobiographical Sketches oraz Przedmowę, którą w sierpniu 1991 roku napisał Roger Penrose (wydawnictwo jw.).
Książka ukazała się w języku polskim w serii wydawniczej Klasycy Nauki w roku 1998 nakładem wydawnictwa Prószyński i S-ka, Warszawa (ISBN 83-7180-759-7), w przekładzie Stefana Amsterdamskiego (zamieszczono rysunki Krzysztofa Białkowskiego, wykonane na podstawie wydania angielskiego).

## Treść książki

### Spis rzeczy

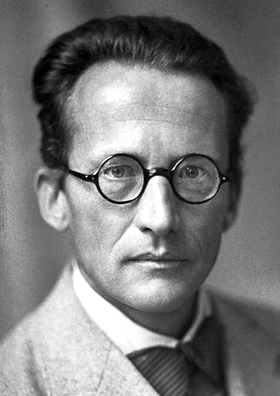
Erwin Schrödinger, Sztokholm 1933

Homo liber nulla de re minus de morte cogitat; et ejus sapientia non mortis sed vitae mediatio est.
Człowiek wolny o niczym innym nie myśli mniej, niż o śmierci, a mądrość jego jest rozmyślaniem nie o śmierci, lecz o życiu
Baruch Spinoza, Etyka
(przełożył Ignacy Myślicki)

- Czym jest życie? Fizyczne aspekty żywej komórki
  - Przedmowa
  - Wstęp
  - Ujęcie zagadnienia na gruncie fizyki klasycznej
  - Mechanizm dziedziczenia
  - Mutacje
  - Świadectwa mechaniki kwantowej
  - Omówienie i sprawdzenie modelu Delbrücka
  - Porządek, bezład i entropia
  - Czy podstawą życia są prawa fizyki?
  - Epilog: O determinizmie i wolnej woli
- Umysł i materia
  - Fizyczne podstawy świadomości
  - Przyszłość poznania
  - Zasada obiektywizacji
  - Paradoks arytmetyczny: jedyność umysłu
  - Nauka a religia
  - Tajemnica jakości doznań zmysłowych
- Szkice autobiograficzne

### Czym jest życie?
Przedmowa • Wstęp • Ujęcie zagadnienia na gruncie fizyki klasycznej • Mechanizm dziedziczenia • Mutacje
We wstępie do pierwszego wydania What is life? Erwin Schrödinger napisał m.in. :
… dopiero teraz zaczynamy zdobywać niezbędne dane, pozwalające połączyć wszystko, co wiemy, w jedną całość. Jednocześnie jednak niemożliwością stało się niemal, by umysł jednostki ogarnął więcej niż niewielki jej, wyspecjalizowany fragment. […] …niektórzy z nas próbować będą syntezy faktów i teorii na podstawie wiedzy z drugiej ręki, nawet gdyby związane z tym było ryzyko ośmieszenia się (Dublin 1944).
Schrödinger podjął to ryzyko w czasie wykładu, wygłoszonego w Trinity College w Dublinie dla grona 400 biologów i fizyków, a następnie pisząc tekst adresowany do czytelników spoza środowiska naukowego (językiem zrozumiałym bez przygotowania np. w zakresie fizyki, chemii fizycznej, biochemii, biologii). Mimo tak dużych uproszczeń książka spotkała się z wielkim zainteresowaniem również wśród naukowców.

Przemieszczanie się granicy układu makroskopowego na skutek dyfuzji mechanika statystyczna wyjaśnia na gruncie teorii prawdopodobieństwa: wszystkie cząstki przemieszczają się tak samo często w prawo, jak w lewo, ale po lewej stronie jest ich więcej.

Tekst rozpoczyna fragment wprowadzający biologów w obszar pojęć, stosowanych przez fizyków i fizykochemików, zwłaszcza w dziedzinie mechaniki statystycznej. Zdaniem Schrödingera ten statystyczny punkt widzenia pozwala wyjaśnić procesy przebiegające w świecie nieożywionym, jednak nie jest właściwy dla organizmów żywych. Ilustrując rolę statystyki, autor przedstawia przykład paramagnetyzmu – namagnesowanie ciała makroskopowego jako udział dipoli ułożonych zgodnie z kierunkiem linii pola w różnych temperaturach. Drugim z przykładów jest dyfuzja i ruchy Browna, np. ukierunkowane przemieszczanie się czoła strefy mgły, mimo chaotycznych ruchów wszystkich kropelek. Wspominając m.in. prawo Curie oraz prace P. Langevina i F. Donnana, wyjaśnia zależność ścisłości, z jaką spełniane są prawa fizyki, od wielkości układu – liczby obserwowanych cząstek. Dowodzi, że zachowania układów wieloatomowych mogą być stosunkowo poprawnie przewidywane tylko wówczas, gdy zawierają bardzo dużą liczbę atomów (reguła √n, zob. reguła pierwiastka kwadratowego). W organizmach żywych ta liczba wydaje się zbyt mała (wstępne oszacowania, dotyczące wielkości i niezmienności genu, wykonali m.in. C.D. Darlington i John B.S. Haldane, na podstawie badań chromosomów muszki owocowej).
W kolejnych fragmentach tekstu Schrödinger definiuje podstawowe pojęcia z dziedziny genetyki – w latach 40. XX w. jeszcze mało znane, zwłaszcza w środowisku fizyków – m.in. mitoza, mejoza, haploid i diploid, dziedziczenie recesywne i dominujące, crossing-over, fenotyp, mutacja.
Najwięcej uwagi autor poświęcił problemowi mutacji. Stwierdził, m.in. że teoria Darwina zachowuje aktualność, gdy słowem „mutacje”, zastąpi się określenie „drobne, przypadkowe zmiany”, przypomniał spostrzeżenia Mendla z roku 1866 (na długo zapomniane), odkrycie jego publikacji w roku 1900 przez H. de Vriesa, C. Corrensa i Tschermaka oraz badania N.W. Timofiejewa, M. Delbrücka i K. Zimmera, dotyczące mutacji zachodzących pod wpływem promieniowania rentgenowskiego.
Świadectwa mechaniki kwantowej • Omówienie i sprawdzenie modelu Delbrücka • Porządek, bezład i entropia • Czy podstawą życia są prawa fizyki?
Mała liczba atomów, z których zbudowany jest gen, odbierała ówczesnemu „naiwnemu fizykowi”, próbującemu wyjaśnić trwałość informacji genetycznej, argumenty z dziedziny probabilistyki. Musiał on przyznać, że za trwałość są odpowiedzialne wiązania chemiczne, czyli że odpowiedź należy do chemików. Rozwój mechaniki kwantowej, utworzonej m.in. przez Planca (1900), Schrödingera, Heisenberga, pozwolił wykazać, że rola probabilistyki jest podstawowa również w tej skali. Dystans między stanowiskami „naiwnych fizyków” i „naiwnych chemików” zmniejszył się dzięki rozwojowi badań fizykochemicznych, np. wyjaśniania charakteru wiązań kowalencyjnych. Pionierami w tym zakresie byli Walter Heitler i Fritz London, którzy w roku 1927 opisali wiązanie między atomami wodoru w dwuatomowej cząsteczce (zob. The chemists’ electron).
Konsekwencją uznania zasady kwantowania energii, która obowiązuje w mikroświecie, było przyjęcie założenia, że cząsteczki (wśród nich te, które przenoszą informację genetyczną) charakteryzuje zbiór „dyskretnych poziomów energii”. Polanyi i Wigner (zob. funkcja Wignera, „przyjaciel Wignera”) wykazali, że „czas oczekiwania” na przeskok na poziom wyższy (wyrażający prawdopodobieństwo tego przeskoku) zależy od wartości stosunku W/kT, gdzie W jest różnicą energii między poziomami, a kT – miarą energii ruchu cieplnego. Zależność czasu oczekiwania (t) od W/kT jest bardzo silna – ma charakter funkcji wykładniczej. Czynnik przedwykładniczy {\displaystyle (\tau )} ma wartość rzędu 10−13 – 10−14 s (rząd okresu drgań, zachodzących w układzie):
{\displaystyle t=\tau e^{\frac {W}{kT}}}
Max Delbrück zwrócił uwagę na wynikający stąd ważny wniosek, dotyczący m.in. trwałości informacji genetycznej. Gdy W/kT = 30, 50 i 60, czas oczekiwania wynosi odpowiednio ok. 1/10 sekundy, 16 miesięcy i 30 000 lat. Schrödinger sugerował, że w przypadkach dużych cząsteczek niosących informację genetyczną „przeskok kwantowy” mógłby polegać np. na zachodzącej sporadycznie reakcji izomeryzacji (rodzaj mutacji spontanicznej), przy czym między oboma izomerami powinna istnieć bariera potencjału (duża energia aktywacji reakcji biegnących w obu kierunkach).
W dwóch kolejnych podrozdziałach, zatytułowanych Porządek, bezład i entropia i Czy prawa fizyki są podstawą życia, Erwin Schrödinger przedstawia własne wnioski, wynikające z analizy stanu badań życia przez fizyków, chemików i biologów. Mottem pierwszego z tych podrozdziałów jest myśl Spinozy:

Nec corpus mentem ad cognitandum, nec mens corpus ad motum, neque ad quietem, nec ad aliquid (si quid est) aliud determinare potest

Schrödinger przyznaje, że potwierdzenie modelu Delbrücka nie oznacza wyjaśnienia mechanizmu dziedziczenia cech, a tylko możliwość długotrwałego przechowywania wielu informacji genetycznych w dużej cząsteczce związku organicznego, której struktura ulega zmianom tylko sporadycznie (najczęściej nieodwracalnie). Wyraża przekonanie, że tego mechanizmu nie wyjaśnią fizycy, lecz biochemicy, wspólnie z fizjologami i genetykami. Zadaniem fizyków pozostaje wyjaśnienie problemów termodynamicznych, m.in. interpretacja procesów życiowych w świetle drugiej zasady termodynamiki (cytat: tylko dlatego zdecydowałem się napisać tę książeczkę). Rozwijając opis II zasady termodynamiki, autor definiuje pojęcie entropii i stanu równowagi termodynamicznej, który – zgodnie z koncepcjami Boltzmanna i Gibbsa (statystyczna interpretacja entropii) – jest stanem o najmniejszym uporządkowaniu. Wprowadza też pojęcie „ujemnej entropii” (organizmy „sycą się ujemną entropią”, pobieraną z bardziej „uporządkowanego” otoczenia, zob. negentropia). To pojęcie wzbudziło kontrowersje, które skłoniły Schrödingera do dołączenia uwagi. Wyjaśnił w niej, że pojęcie wprowadził jako bardziej zrozumiałe od określeń specjalistycznych (uważał, że operowanie terminem energia swobodna mogłoby prowadzić do nieporozumień – entropia nie jest rodzajem energii).
W podrozdziale pt. Czy podstawą życia są prawa fizyki? Erwin Schrödinger zamieścił uwagi o niektórych filozoficznych konsekwencjach mechaniki kwantowej, odnoszonej do problemu istnienia życia. Stwierdził, że probabilistyczny charakter wielu praw fizyki wyklucza ich zastosowanie do udzielenia odpowiedzi na pytanie o istotę życia, jednak równocześnie napisał:

Powinniśmy być przygotowani na odkrycie prawa fizycznego nowego rodzaju, leżącego u podstaw fizyki. Nie nazwiemy go nie-fizycznym, a tym bardziej nadprzyrodzonym.

Przytoczył przykład uporządkowanego ruchu planet. Szerzej opisał mechanizm zegara, który: „ze statystyką nie ma też nic wspólnego”. Wspomniał opinię Plancka, że prawa statystyczne mogą mieć deterministyczne podłoże.
Epilog; O determinizmie i wolnej woli
Epilog zawiera subiektywną opinię autora na temat samoświadomości człowieka i innych złożonych organizmów. Schrödinger pisze, że ludziom sprawia trudność zaakceptowanie myśli, że struktura i funkcjonowanie ich organizmów podlega prawom deterministycznym lub statystyczno-deterministycznym. Wszyscy chcą zachować przekonanie o istnieniu wolnej woli (zob. dylemat determinizmu). Autor podejmuje problem definicji pojęcia „Ja” i skłania czytelnika do zastanowienia się nad możliwością pogodzenia wiedzy naukowej o prawach natury, w znacznym stopniu determinujących funkcjonowanie naszego ciała, z własną wiedzą (doświadczalną), że sami kierujemy jego ruchami – kontrolujemy ruch atomów. Przytacza myśl mistyków Deus factus sum (stałem się Bogiem) i koncepcję istnienia zintegrowanej świadomości (myśl obca ideologii Zachodu). Podobne koncepcje znalazły odbicie np. w staroindyjskich Upaniszadach, pochodzących z VIII–III w. p.n.e., w których Atman i Brahman – jaźń indywidualna i jaźń wszechogarniająca (wieczna) – są tożsame (koncepcja była propagowana przez Schopenhauera). Schrödinger stawia pytania: czy nasze przekonanie o wielości dusz nie jest naiwne? Może świadomość jest jedna, a wrażenie „mnogości dusz” jest tylko złudzeniem? Przyznaje, że jest skłonny odpowiedzieć twierdząco, czego jednak nie uważa za rezygnację z samoświadomości. Swoją odpowiedź na pytanie o istotę „Ja”, wyraża słowami:
Jeśli je dokładniej zbadamy, stwierdzimy, jak sądzę, że składa się na nie niewiele więcej niż pojedyncze dane (doświadczenia i wspomnienia), a mianowicie jakaś osnowa, na której się one odkładają. (…) Możemy wyjechać do dalekiego kraju, zerwać ze wszystkimi przyjaciółmi, zapomnieć o nich, znaleźć nowych i dzielić z nimi życie, jak z byłymi. (…) A jednak nie nastąpiło żadne zerwanie, „tamten” nie umarł. (…) Poprzednia egzystencja nie została unicestwiona do tego stopnia, by trzeba ją było opłakiwać. I nie nastąpi to nigdy.

### Umysł i materia
Rozprawa Umysł i materia – poświęcona miejscu świadomości w świecie fizycznym oraz biologicznym uwarunkowaniom działania umysłu – powstała jako zapis wykładów Erwina Schrödingera, wygłoszonych w Trinity College w Cambridge w październiku 1956 roku. Schrödinger zadedykował ją: Mojemu sławnemu i ukochanemu przyjacielowi, Hansonowi Hoffowi, z głębokim uznaniem.
Fizyczne podstawy świadomości
Autor wyjaśnia we wstępie, że nie zamierza rozstrzygać uniwersalnych problemów, poruszanych np. przez filozofów jońskich (holozoizm) lub Spinozę, który twierdził, że każda rzecz i byt jest „myślą Boga” – nieskończonej substancji. Przypomina, że później podobne koncepcje propagował „genialny Gustav Theodor Fechner” (twórca psychofizyki), który przypisywał duszę roślinom, Ziemi, Układowi Słonecznemu itp.
Schrödinger przyjął umownie, że świat istnieje obiektywnie i samoistnie, jako konstrukcja naszych wrażeń, percepcji i wspomnień („nie mnie (…) orzekać komu bliżej do prawdy – Fechnerowi, czy współczesnym bankrutom racjonalizmu?”). Decydując się na unikanie niesprawdzalnych spekulacji, rozpatrywał problem świadomości zdefiniowanej w oparciu o wiedzę o układzie nerwowym, jednak zwracał uwagę, że jest to problem uproszczony – pomija np. rolę zdarzeń, które doprowadziły do powstania pierwszych komórek nerwowych i układu nerwowego organizmów zwierząt (zob. ewolucja układu nerwowego).
Omawianie problemu świadomości zwierząt Schrödinger rozpoczął od przypomnienia czytelnikom, że tylko niektóre rodzaje aktywności układu nerwowego są uświadomione. Część z nich mogła nie być świadoma nigdy (jest efektem filogenezy, zob. odruch bezwarunkowy), inne – pojawiające się w sytuacjach często powtarzanych (zob. warunkowanie) – „wypadły z pola świadomości” (na stałe lub przejściowo) – właściwe reakcje organizmu następują wtedy bez udziału świadomości lub z ograniczonym jej udziałem (zob. Richard Semon, engram, odruch warunkowy). Takie zdarzenia następują w toku ontogenezy, już od okresu płodowego, gdy kształtujące się narządy zmysłów zaczynają odbierać bodźce z otoczenia. Schrödinger sformułował ogólną hipotezę:

Świadomość związana jest z uczeniem się substancji żywej; jej know-how (Können) jest nieuświadomione.

W kolejnej części tekstu podjął próbę uzasadnienia tezy, że takie rozumienie świadomości może być podstawą naukowego wyjaśnienia etyki. Przypomniał, że każdy kodeks etyczny jest zbiorem zasad, skłaniających do samoprzezwyciężania się (naturalne „chcę” przeciwstawiane nakazom „nie będziesz”, „bądź bezinteresowny”), do stawiania dobra innego człowieka lub dobra wspólnego ponad dobrem własnym. Pisząc o „ewolucji altruizmu” (zob. np. altruizm krewniaczy, owady społeczne), miał świadomość, że jego hipotezy są kontrowersyjne – mogą być uznane za „wstydliwą odmianę lamarkizmu” (zob. też epigenetyka). Swoje hipotezy starał się wesprzeć autorytetem Juliana Huxleya, twórcy koncepcji „syntetycznej teorii ewolucji”
Przyszłość poznania
W podrozdziale Schrödinger przytacza przykłady, wskazujące na to, że nabyte cechy rodziców (niedziedziczne), mogą ulegać kumulacji drogą „doboru organicznego” (określenie Huxleya), co toruje drogę „prawdziwym mutacjom”. Organizm dysponujący nową cechą może zmieniać (świadomie lub nieświadomie) swoje zachowania lub swoje środowisko w sposób uwydatniający przydatność tej cechy, co sprzyja jej selektywnemu doskonaleniu („pozorny lamarkizm”). W części Przyszłość poznania autor ostrzega też przed zagrożeniami dla dalszej ewolucji człowieka. Wynikają one m.in. z hamowania wzrostu liczebności populacji (m.in. z powodu ograniczonych zasobów) lub sprawności instytucji społecznych i prawnych, chroniących „źle przystosowanych” (przeciwdziałających ich naturalnej eliminacji). Zagrożeniem dla ewolucji intelektu staje się „ogłupiający charakter większości procesów wytwórczych” (inteligencja, sprawne oko i zręczne ręce rzemieślnika przestają być potrzebne) i zastąpienie konkurencji między myślącymi ludźmi przez konkurencję między wielkimi firmami i koncernami (biologicznie bezwartościową).
Zasada obiektywizacji
Tę część Schrödinger rozpoczyna od wyjaśnienia, że za jedyną bezwzględnie obowiązującą zasadę nauki uważa kierowanie się prawdą i uczciwością. Pozostałe zasady, często przywoływane, wciąż wymagają przemyślenia. Są to przede wszystkim:
- zasada poznawalności przyrody, wprowadzona przez szkołę milezyjską
- zasada obiektywizacji – hipoteza istnienia rzeczywistego świata, w którym można wyróżnić przedmioty poznania i podmiot/podmioty poznające („teoria postrzegania” Demokryta z Abdery)

Pierwszą z nich podważa np. zasada nieoznaczoności Heisenberga. Przeciwko drugiej protestują m.in. psycholodzy i psychiatrzy. Carl Gustav Jung (1875–1961, zob. nieświadomość zbiorowa, nieświadomość indywidualna) pisał m.in.: „Zalew zewnętrznych przedmiotów poznania spowodował wycofanie się podmiotu poznającego, często aż do jego pozornego unicestwienia”. Schrödinger przypomina też opinię wyrażaną na temat podmiotu i przedmiotu przez Kanta („starszego pana z Królewca”, reprezentującego agnostycyzm poznawczy), który dowodził, że nie jesteśmy w stanie dotrzeć do „rzeczy samej w sobie” (wszystkie nasze obserwacje mają zabarwienie subiektywne). Pisze z podziwem o rozważaniach neurofizjologa Charlesa Sherringtona i książce Arthura Eddingtona The Nature of the Physical World (1928), z której pochodzi cytat:

Umysł, wraz z przyrodzoną mu percepcją, przenika (…) do naszego świata przestrzennego w sposób bardziej tajemniczy niż duchy. Niewidzialny, niedotykalny, nie jest rzeczą nawet w zarysie; w ogóle nie jest „rzeczą”. Zmysły go nie poświadczają i nigdy nie poświadczą.

Fizyk Schrödinger wyraża zrozumienie dla myśli Junga, Kanta, Sherringtona. Równocześnie pisze o niepokojącej możliwości zburzenia gmachu stosunkowo spójnej wiedzy o świecie, zbudowanego przez pokolenia filozofów przyrody i współczesnych fizyków, często – „ze względów praktycznych” – akceptujących brak wyraźnej granicy między przedmiotem i podmiotem, podczas gdy:

Dany mi jest tylko jeden świat, a nie dwa – ten rzeczywisty i ten postrzegany. Podmiot i przedmiot są tym samym, Nie można powiedzieć, że w wyniku osiągnięć najnowszej fizyki granica między nimi została zniesiona, granica ta bowiem nigdy nie istniała.

Paradoks arytmetyczny; Jedyność umysłu
Kontynuując powyższe rozważania, Schrödinger nazywa paradoksem arytmetycznym istnienie jednego świata, mimo że istnieje wiele umysłów, w których ukształtowało się to pojęcie (wiele ego, które nie odzwierciedlają „świata samego w sobie”). Wyraża opinię, że jest to paradoks pozorny. Odrzuca koncepcję Leibniza dotyczącą monad. Ze zrozumieniem przyjmuje drugie z proponowanych rozwiązań problemu – uznanie wschodniej doktryny unifikacji umysłów (zob. Czym jest życie? Epilog: O determinizmie i wolnej woli).
Dalszą część tekstu autor nazwał „próbą utorowania drogi przyszłej asymilacji przez nasz światopogląd naukowy – bez rezygnacji z jego trzeźwości i logicznej precyzji” – doktryny tożsamości wszystkich umysłów z umysłem najwyższym. Rozważania oparł w dużym stopniu na publikacjach Sherringtona, m.in. na wynikach jego doświadczeń dotyczących wrażeń wzrokowych, odbieranych odrębnie przez lewe i prawe oko. Mimo że przekazują one sygnały nerwowe do dwóch niezależnych sub-mózgów (zob. np. widzenie stereoskopowe), wrażenie odbierane przez człowieka jest jedno. Tego rodzaju obserwacje skłoniły Sherringtona do rozważań na temat organizmu jako „rzeczypospolitej żywych komórek” i do sformułowania takich pytań, jak:

W jakiej zatem mierze umysł jest zbiorem quasi-niezależnych umysłów postrzegających, w znacznym stopniu scalonych psychicznie dzięki równoczesności doświadczeń?

Nauka a religia;
Podejmując temat związku wiary z religią, Schrödinger postawił ograniczyć się do problemu stosunkowo „banalnego”, do próby odpowiedzi na pytanie: w jakim stopniu nauka może ułatwić takie rozważania? Już na wstępie zwrócił uwagę, że współcześnie żaden Kościół nie żąda dosłownego rozumienia dogmatów. Częściowo przyczyniła się do tego nauka (np. wnętrze Ziemi przestało być wskazywane jako miejsce Piekła). Starając się „uspokoić umysły” ludzi, których niepokoją pytania o istotę bytu i przemijania, zwraca uwagę na fundamentalne znaczenie pojęcia „czas”, analizowanego przez filozofów od starożytności.
Szczególnie duże znaczenie przypisuje Platonowi (korzystającemu z myśli Parmenidesa), który – prawdopodobnie jako pierwszy – rozważał istnienie pozaczasowe i twierdził, że nasze doświadczenia są tylko „cieniami tamtego świata [idei]” (zob. jaskinia platońska), którego tajemnice z zachwytem odkrywamy (np. wieczna prawdziwość wzajemnych zależności w świecie figur geometrycznych).
Schrödinger był sceptyczny wobec koncepcji czasu, sformułowanej przez Kanta – uznania pojęć „wcześniej” i „później” za narzucone przez umysł obserwatora (obraz świata w umyśle nie jest obiektywny), jednak nazwał „imponującym wyzwoleniem się z zakorzenionych przesądów” myśl o istnieniu innych porządków niż czasoprzestrzenny. Napisał: „Wyzwolenie to toruje drogę wierze religijnej, nie narażając jej na nieustanne popadanie w sprzeczność ze znanymi, jasnymi wynikami doświadczania świata…”.
Krótki opis rozumienia czasoprzestrzeni zgodnego z ogólną teorią względności Schrödinger zakończył stwierdzeniem, że czas – „nieustępliwy tyran” – został „zdetronizowany”, czyli:

…cały ten rozkład jazdy nie jest tak nienaruszalny, jak się wydawało na pierwszy rzut oka. A to jest myśl religijna, powiedziałbym religijna par excellence.

Poza wspominaną teorią względności Schrödinger opisuje nie mniej przełomowe odkrycia J.W. Gibbsa i L. Boltzmanna w dziedzinie termodynamiki, w tym termodynamiki chemicznej i termodynamiki statystycznej. Nowe spojrzenie na termodynamikę pozwoliło wprowadzić kluczowe pojęcie strzałki czasu, w tym termodynamicznej strzałki czasu (zob. historia pojęcia).
Tajemnica jakości doznań zmysłowych
W ostatnim rozdziale rozprawy Umysł i materia Schrödinger wraca do wspomnianego wcześniej stwierdzenia, że obraz świata, obserwowanego za pomocą zmysłów, nie jest obrazem obiektywnym (obrazem świata „samego w sobie”). Było to wiadome już Demokrytowi (zob. problem percepcji, teoria postrzegania), który napisał następujący dialog między zmysłami i intelektem:
 Intelekt powiada: „Pozornie istnieją barwy, słodycz, gorycz, a naprawdę tylko atomy i próżnia”.
Na co zmysły: „Biedny intelekcie, czy masz nadzieję pokonać nas, skoro wszystkie twoje świadectwa od nas właśnie pochodzą? Twoje zwycięstwo byłoby twoją porażką”.
W tekście poprzedzającym powyższy dialog Schrödinger przytacza liczne przykłady, co oznacza, że nie wszyscy słuchacze jego wykładów w latach 50. XX w. mieli świadomość różnicy między bodźcem wywołującym wrażenie zmysłowe a jakością tego wrażenia (zob. też synestezja). Powstawanie np. wrażenia barwy żółtej nie oznacza, że jest to kolor promieniowania elektromagnetycznego o długości fali odpowiadającej np. linii D sodu (albo mieszaniny promieniowania o różnych długościach fali, tak samo pobudzającej czopki siatkówki oka). Zapis wyników spektroskopowej analizy wiązki promieniowania nie może być zapisem barw, a tylko fizycznych właściwości wiązki promieniowania (doskonałe spektrometry mogą rejestrować cechy widma, lecz nie widzą barw). Wrażenia barw istnieją wyłącznie w mózgu. Analogicznie cukier nie jest „słodki sam w sobie”. Słodki smak jest tylko wrażeniem, które rejestruje umysł, tworząc własny, subiektywny obraz świata, m.in. za pomocą zmysłu smaku.

### Szkice autobiograficzne
Szkice rozpoczynają wspomnienia przyjaciela z lat młodości, Fränzela, z którym Erwin m.in. prowadził wielogodzinne dyskusje filozoficzne i wspólnie czytał książkę Richarda Simona (później podobno był flirciarzem, co miało mu zastąpić brak prawdziwej przyjaźni).
Inne zanotowane wspomnienia dotyczą pięciu okresów życia.
- 1887–1920 – okres wiedeński

Miał dzieciństwo szczęśliwe, spędzone w codziennym bliskim kontakcie z ojcem – pasjonatem botaniki, filogenetyki, malarstwa, właścicielem pięknej biblioteki. Dzięki ojcu wcześnie czytał O powstawaniu gatunków. Pisał: „niewiele skorzystałbym ze szkoły, gdyby nie ojciec”. Trwałe wspomnienia pozostawiły letnie wycieczki z rodzicami, w tym podróże po Europie, m.in. do rodziny matki w Anglii (płynnie mówił po angielsku, mając 5 lat.
Od roku 1906 (rok tragicznej śmierci Boltzmanna) studiował na Uniwersytecie Wiedeńskim. Następca Boltzmanna, Fritz Hasenöhrl, przekazał Schrödingerowi fascynację jego przełomowymi koncepcjami. Z okresu 4 lat studiów wspominał m.in. Hansa Thirringa (przyjaciela, który poległ w roku 1916), wykłady F. Hasenöhrla (fizyka, 5 godzin tygodniowo), G. Kohna (m.in. geometria rzutowa, teoria grup Feliksa Kleina) lub Jerusalema o filozofii Spinozy (wykłady z chemii nie były tak dobre). Obowiązkową służbę wojskową odbył „w starym, pięknym Krakowie” (1910/1911). Po jej zakończeniu został asystentem F. Exnera i przyjacielem K.W.F. Kohlrauscha. Wykonywał interesujące doświadczenia optyczne (m.in. interferometria).
Gdy w roku 1914 wybuchła I wojna światowa (zob. przyczyna), Schrödinger został powołany do wojska, ale służył w spokojnych punktach obserwacyjnych, m.in. w Predilsattel. Miał dużo czasu na lektury – w roku 1916 zetknął się z teorią Einsteina (z tego okresu pochodzą notatki na marginesach, które później uznał za rozsądne).
W Wiedniu panował głód. Ojciec Erwina w roku 1917 musiał zamknąć swój sklep z ceratą i linoleum. W roku 1919 wyraźnie zaczął tracić siły (rozwijała się miażdżyca tętnic). Syn nie był w pełni świadomy tej sytuacji. Od roku 1918 wykładał fizykę w Czerniowcach (zarabiał niewiele), a równocześnie studiował dzieła Schopenhauera i Jednolitą Teorię Upaniszad. W roku 1919 z zapałem wrócił do wiedeńskiego instytutu. W tymże roku zakochał się w Annemarie (była jego żoną przez kolejne 40 lat). W Wigilię zmarł ojciec. Sytuacja finansowa zmusiła syna do sprzedaży dywanów, mikroskopów i mikrotonów, książek (był to powód późniejszych sennych koszmarów).
- 1920–1927 – okres wędrowny

W roku 1920 przeniósł się, wraz z żoną, do Jeny, gdzie otrzymał lepiej wynagradzane stanowisko wykładowcy i asystenta Maxa Wiena (wkrótce zaprzyjaźnionego). Nie pomyślał o potrzebach matki, która zmarła w Wiedniu jesienią 1921 roku („Jakże wszyscy byliśmy nieczuli! …nie zatroszczyłem się o rodziców”).
Wśród nowych przyjaciół z Jeny Schrödinger wspomina Felixa Auerbacha z żoną – małżeństwo, które w dniach Machtergreifung odebrało sobie życie, aby uniknąć upokorzeń.
Z Jeny przenosił się kolejno do Stuttgartu, Wrocławia i Zurychu (od 1921). W lakonicznym opisie tego okresu zamieścił zdanie: „Podczas pobytu w Arosa w 1925 roku stworzyłem mechanikę kwantową”. Po ukazaniu się artykułu (1926) został zaproszony na dwumiesięczny cykl wykładów w Ameryce Północnej („…gdzie szczęśliwie skończyła się prohibicja”).
- 1927–1933 – Berlin

W roku 1927 został powołany na następcę Maxa Plancka w Uniwersytecie Fryderyka Wilhelma w Berlin. Lata tam spędzone nazywa „miłym okresem uczenia się i nauczania” (1927–1933), który skończył się wraz z przejęciem władzy przez Hitlera. W końcu lipca 1933 Schrödinger wyjechał na wakacje do Tyrolu, skąd wysłał na uniwersytet swoją rezygnację. Odpowiedź otrzymał dopiero po ogłoszeniu decyzji Szwedzkiej Akademii Nauk (rezygnacji nie przyjęto).
- 1933–1939 – drugi okres wędrówki

Schrödinger był zmuszony wybierać spośród zaproszeń do kilku uczelni. Stanowisko na Uniwersytecie Oksfordzkim proponował F.A. Lindemann, który już wiosną 1933 roku poznał opinię Schrödingera o sytuacji w Niemczech. Rodzina wyruszyła w podróż małym BMW (nazwanym „Grauling”), z Malcesine przez Zurych, Paryż, Brukselę – w której odbywał się właśnie VI. Kongres Solvaya – do Oksfordu. W roku 1936 pojawiły się propozycje objęcia katedr w Karl-Franzens-Universität Graz i w Uniwersytecie Edynburskim. Schrödinger wybrał Graz, a katedrę w Edynburgu objął wkrótce inny fizyk uciekający z III Rzeszy, Max Born. Ze względu na sytuacją polityczną pobyt w Austrii stał się niebezpieczny i w roku 1938 Schrödinger był zmuszony ponownie wyjechać z kraju. Skorzystał z zaproszenia do Dublina, do którego wędrował przez Rzym, Genewę, Zurych, Oksford, Gandawę.
- 1939–1956 – długie wygnanie

Podróż przez Wielką Brytanię do Irlandii, gdzie Éamon de Valera zakładał w Dublinie Institute for Advanced Studies, zakończyła się we wrześniu 1939 roku (niemieckie paszporty nie przeszkodziły, dzięki referencjom de Valery). Schrödinger był zachwycony Irlandią, którą poznał „dzięki naszemu Fürerowi”. Napisał m.in. „Przeżywaliśmy wojnę tak bardzo z dala od jej problemów, że aż wstyd”. Po wojnie odwlekał termin powrotu do Austrii, czekając na unormowanie się sytuacji politycznej. W latach 1948 i 1949 przeszedł operacje zaćmy obu oczu. W roku 1956 został ponownie zatrudniony w Uniwersytecie Wiedeńskim jako profesor emeritus.

## Oddźwięk
Na stronie polskiego wydawcy polskiej wersji książki napisano:

…wywarła poważny wpływ na rozwój nowoczesnej biologii. Rozważania na temat fizycznych podstaw zjawisk decydujących o istnieniu żywych organizmów, mimo że powstały na niemal dziesięć lat przed odkryciem struktury DNA, pozostają do dziś podstawową lekturą badaczy świata przyrody.

Podobną wymowę ma przedmowa Rogera Penrose, który napisał m.in. :

… książeczka «Czym jest życie» … powinna zostać zaliczona do najbardziej znaczących prac naukowych napisanych w naszym stuleciu.

Penrose wskazuje na wyjątkowe wówczas interdyscyplinarne podejście, rozbrajającą skromność relacji, przystępny dla laików język. Przytacza opinie uczonych, którzy dokonali przełomowych odkryć w dziedzinie biologii (np. John B.S. Haldane, Francis Crick). Przyznawali oni, że nie zawsze zgadzali się z autorem, ale oryginalność jego myśli wywarła na nich ogromny wpływ.
Podobną ocenę wpływu książki na dalszy rozwój nauki zawiera praca N. Symondsa pt. What is Life?: Schrodinger’s Influence on Biology oraz inne opracowania i recenzje.